# Bacillus de Döderlein

## Definição
Bacillus de Döderlein
são bacilos da flora vaginal, que se nutrem de glicogênio, produzido por células contidas na vulva.
Tais bacilos produzem ácido lático que é essencial para manter o pH da vagina ácido, ajudando a evitar que bactérias oportunistas se proliferem, causando doenças.

## Fisiologia da flora vaginal
Como representantes das bactérias do ácido láctico ou das espécies Lactobacillaceae, esses Lactobacillus crescem anaerobicamente, mas aerotolerantes, ou seja, eles crescem na presença de oxigênio atmosférico, mas não necessitam de oxigênio para o seu metabolismo.Como os anaeróbios gram-positivos vaginais, eles são pleomórficos, aparecendo como bastonetes ou cocos.
O mecanismo crucial que impede os patógenos de supercrescer na superfície vaginal ( disbiose ) é o ambiente criado indiretamente pelos estrogênios cíclicos . Sob sua influência hormonal, o glicogênio é formado nos epitélios escamosos da mucosa vaginal. Por sua vez, o glicogênio é metabolizado pelos lactobacilos em ácido láctico (lactato), o que reduz o pH para o intervalo acídico (cerca de pH 3,8 a 4,4). Mas não é só a acidificação causada pelo "grupo bacteriano de Döderlein", mas também a citólise das células epiteliais da superfície de escoamento e a liberação de açúcares e a formação de ácido lático da dextrose.e maltose . Como a ocorrência de lactobacilos é dependente de estrogênio, sua concentração na infância e na menopausa é reduzida.
A produção de ácido lático parece ser essencial para a manutenção de um ecossistema saudável, independentemente das espécies bacterianas que possam estar presentes na vagina. O pH ácido resultante previne a proliferação excessiva de micro-organismos potencialmente patogênicos.Mas vale lembrar ainda que a predominância de Lactobacillus é benéfica para o hospedeiro, já que algumas espécies produzem peróxido de hidrogênio e bacteriocinas, fatores que dificultam a proliferação de outros micro-organismos.

Entretanto, recentemente um estudo investigou a relação entre a flora vaginal e a sobrevivência do esperma após o coito. Descobriu-se que em mulheres menstruadas, os espermatozoides sobrevivem mais tempo no trato genital inferior mostrando flora vaginal do tipo Haemophilus do que naquelas mostrando flora vaginal do tipo Doderlein. Essa diferença na sobrevivência do esperma pode estar associada a fenômenos na reprodução humana. Os resultados foram considerados, como um todo, para apoiar a ideia de flora vaginal do tipo Haemophilus como uma condição pós-coital fisiológica em mulheres sexualmente ativas e menstruadas.